# Pierre Brossolette
Pour les articles homonymes, voir Brossolette et Pierre-Brossolette.
Pierre Brossolette est un journaliste, homme politique et résistant français, Compagnon de la Libération, né le 25 juin 1903 à Paris où il est mort le 22 mars 1944.
Responsable socialiste, il est l'un des principaux dirigeants et héros de la résistance intérieure française. Il est considéré comme l'un des principaux acteurs de l'unification de la résistance française.
En 1940, Pierre Brossolette intègre le réseau du Musée de l'Homme, puis la Confrérie Notre-Dame. Il établit des liens avec plusieurs organisations telles que Libération-Nord et l'Organisation civile et militaire (OCM) entre autres. Après avoir rejoint Londres, il devient l'adjoint du colonel Passy au sein du BCRA et mène à bien trois missions clandestines en France. Son épouse Gilberte Brossolette est également résistante et militante socialiste.
Arrêté par le Sicherheitsdienst (service de sureté appartenant à la SS), il choisit de se suicider, se jetant par la fenêtre du 5ème étage du siège de la Gestapo, au 84 avenue Foch, après avoir donné un nom, le sien. Ses cendres sont transférées au Panthéon, le 27 mai 2015.

## Biographie

### Études, engagement civique et journalisme
Pierre Brossolette est né au 77 bis, rue Michel-Ange (16e arrondissement de Paris). Fils de Léon Brossolette (inspecteur de l'enseignement primaire à Paris et ardent défenseur de l'enseignement laïque au début du XXe siècle) et de Jeanne Vial, elle-même fille de Francisque Vial, directeur de l'enseignement secondaire, il poursuit des études au lycée Janson-de-Sailly, puis, après une khâgne au lycée Louis-le-Grand, est reçu premier à l'École normale supérieure en 1922. Il n'est reçu que deuxième à l'agrégation d'histoire et géographie, derrière Georges Bidault, à la suite d'un petit scandale. Au cours de ses études à l'ENS, il obtient un brevet de préparation militaire supérieure, désormais nécessaire aux normaliens afin d'être nommés officiers de réserve.
Brossolette se soumet sans enthousiasme, mais avec conscience, à ses obligations militaires. Dans le cadre de cette préparation militaire effectuée notamment à la caserne de Lourcine, il obtient de bons résultats malgré une assiduité médiocre. Il est d'abord incorporé au 158e régiment d'infanterie et nommé caporal. En 1925, à l'issue de la PMS, il est nommé sous-lieutenant de réserve dans l'infanterie et est affecté au 5e régiment d'infanterie.
Pendant son service militaire, il épouse en 1926 Gilberte Bruel, avec qui il aura deux enfants, Anne et Claude, ce avec l'autorisation du général Gouraud, gouverneur militaire de Paris, puisqu'il était encore sous les drapeaux. Après la Libération, elle deviendra la première femme sénateur en France. Il se lance peu après dans le journalisme.
Membre de la Ligue des droits de l'homme, de la Ligue internationale contre l'antisémitisme et de la Grande Loge de France où il est initié le 22 janvier 1927 à la loge Émile Zola, il est ensuite reçu dans les hauts grades maçonniques dans la loge La Perfection latine du Suprême Conseil de France et s'affilie également à la loge du Grand Orient de France L'Aurore sociale, de Troyes,,. Il adhère à la Section française de l'Internationale ouvrière (SFIO) en 1929 et participe au courant Bataille socialiste au cours des années 1930.
Il se présente d'abord aux élections cantonales d'octobre 1934 (canton d'Ervy-le-Châtel) puis à la députation de l'Aube (deuxième circonscription) sous l'étiquette du Front populaire en avril 1936 sans succès.
D'abord fervent défenseur des idéaux pacifistes et européens d'Aristide Briand, ses conceptions évoluent à partir de 1938 lorsqu'il prend conscience de la réalité de la menace nazie et de l'inévitabilité de la guerre.
Journaliste au sein de plusieurs journaux (L'Europe nouvelle, Le Quotidien, Le Progrès civique, Les Primaires, Notre temps, Excelsior, Marianne et la Terre Libre), ainsi que celui de la SFIO Le Populaire (où il est rédacteur de politique étrangère), il travaille également pour Radio PTT, dont il est licencié en janvier 1939 lorsqu'il s'oppose dans une émission aux accords de Munich.

### La bataille de France
Au début de la Seconde Guerre mondiale, il est mobilisé avec le grade de lieutenant au 5e régiment d'infanterie Navarre, puis promu capitaine avant la défaite lors de la bataille de France ; il est décoré de la première croix de guerre 1939-1945 avec étoile de bronze le 11 juillet 1940, en raison de son attitude au cours de la retraite de son unité (il réussit à ramener tous ses hommes avec leurs armes).

### Résistance
Hostile au régime de Vichy, il rejoint le Groupe du musée de l'Homme pendant l'hiver 1940-1941, présenté à un des membres Jean Cassou par Agnès Humbert. Au même moment, il écrit le dernier numéro du journal Résistance appartenant au mouvement, et échappe de peu à son démantèlement. Puis, il participe à la formation des groupes de résistance Libération-Nord et Organisation civile et militaire dans la zone occupée.
Pierre Brossolette et son épouse rachètent une librairie russe à Paris, au 89, rue de la Pompe, qui sert de lieu de rencontre et de « boîte aux lettres » pour les Résistants. Dans la bibliothèque tournante dans le sous-sol, plusieurs documents sont échangés pendant cette période dont les plans de l'usine Renault.
Il devient également professeur d'histoire au collège Sévigné et est présenté par son collègue Louis François au colonel Rémy. Après sa rencontre, il devient chef de la section presse et propagande de la CND - Confrérie Notre-Dame sous le nom de code Pedro « parce qu'il a quelque chose d'espagnol dans le regard » selon Rémy. Il a alors comme collaboratrice Anne-Marie Renaud de Saint Georges.

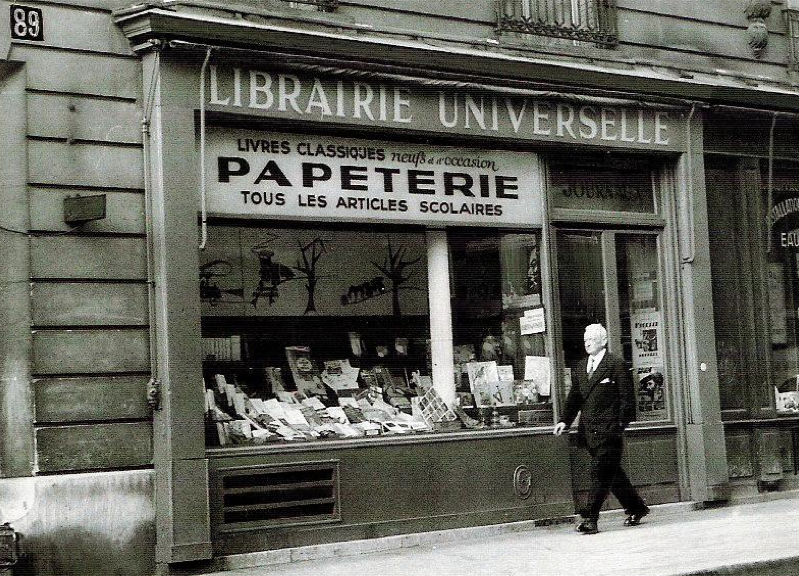
Librairie-papeterie au 89, rue de la Pompe dans le 16e, Paris.

Au cours de l'hiver 1941-1942, il envoie à la France Libre une série de rapports très documentés sur la situation de la France et sur la Résistance embryonnaire. Par son intermédiaire et via la CND, les mouvements Libération-Nord et OCM – Organisation civile et militaire sont entrés en contact avec Londres. Avec un mandat de divers mouvements et organisations syndicales, Christian Pineau fonde Libération-Nord et gagne Londres en mars 1942 avant de négocier son ralliement à Charles de Gaulle.
Après un court séjour en avril 1942 au sud de la ligne de démarcation destiné à parfaire son information sur l'état de la Résistance en zone sud, il s'est envolé clandestinement en Angleterre dans la nuit du 27-28 avril 1942, en tant que représentant de la Résistance pour rencontrer Charles de Gaulle.

### France Libre et BCRA
À peine arrivé à Londres, Brossolette est pris en main par le BCRA, les services secrets de la France libre. Au cours de son séjour dans la capitale anglaise, il rédige neuf textes et des comptes rendus pour les services gaullistes. Pilier central de ce panorama, le « Rapport politique » du 28 avril consiste en une description sans concession de la France depuis la signature de l'Armistice, un tableau de la Résistance naissante et une analyse des projets de rénovation en cours.
Il propose au général de Gaulle de repartir en France pour y rallier à la France libre d'éminentes personnalités politiques. Fort de l'accord de De Gaulle, il fait venir à Londres les SFIO Louis Vallon et André Philip, ainsi que Charles Vallin, le numéro deux du PSF du colonel François de La Rocque.

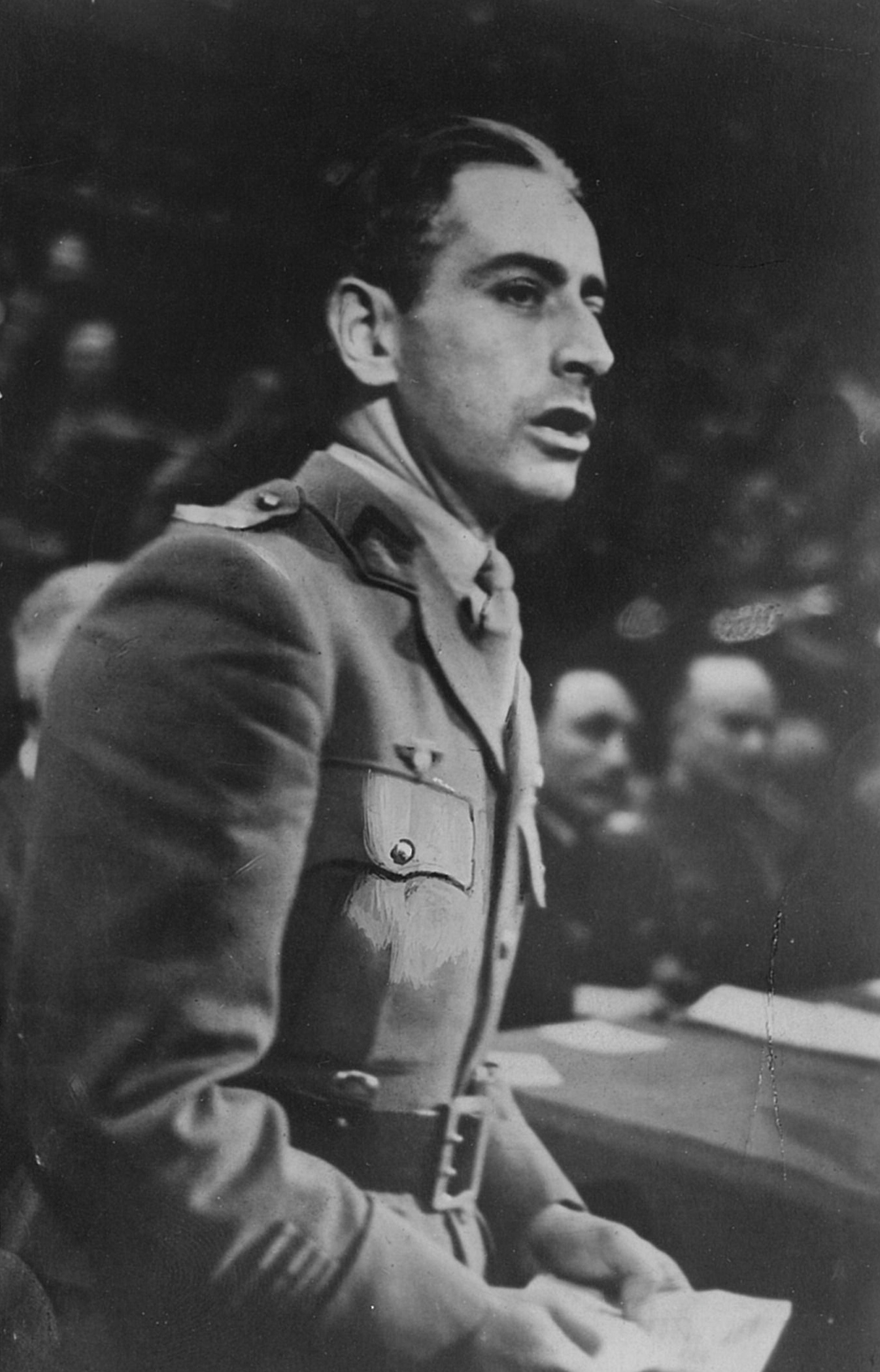
Pierre Brossolette prononçant un discours d'hommage aux morts de la France combattante au Royal Albert Hall à Londres, 1943.

Promu commandant, il travaille pour les services secrets de la France libre, le Bureau central de renseignements et d'action (BCRA), en liaison avec la section RF du Special Operations Executive (SOE) britannique et le Secret Intelligence Service section R.
À la suite de deux perquisitions successives effectuées par les autorités allemandes à son domicile à Paris en mai 1942, son fils Claude de 14 ans est interrogé pendant 36 heures par la police française et la Gestapo, rue des Saussaies. Il repart en France pour sa première mission, vend la librairie, fait franchir à sa famille la ligne de démarcation en juillet 1942, navigue vers Gibraltar en felouque et sa famille parvient en Écosse en cargo et à Londres par train, où le colonel Passy les attendait à la gare. Il poursuit son action dans la Résistance seul en France tandis que Gilberte Brossolette assure la liaison entre le Commissariat à l'Intérieur de la France libre et la BBC.
Le 29 septembre 1942, il s'engage officiellement dans les « Forces françaises libres », en même temps que le ralliement de Charles Vallin à Londres. L'arrivée conjointe à Carlton Gardens des deux hommes jusqu'alors opposés politiquement est une opération de communication censée illustrer l'assise élargie de la France combattante et est considérée un événement assez important pour être filmée par la presse anglaise : « Rivals Join De Gaulle »,,.

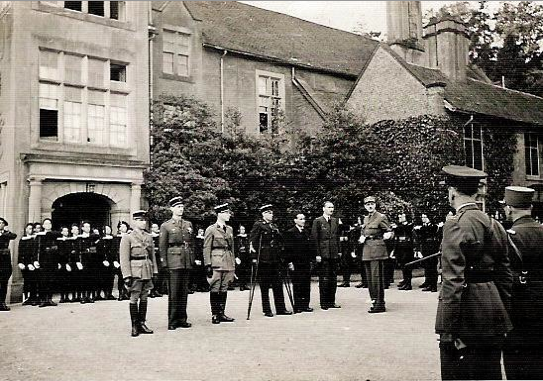
Le général de Gaulle nomme Brossolette compagnon de la Libération, le 17 octobre 1942.

Le 1er octobre 1942, Brossolette est nommé adjoint du colonel Passy et il prend la tête de la section opératoire, service chargé de faire le lien entre la Résistance extérieure et les mouvements de la Résistance intérieure.
Il propose à Passy de séparer l'action politique de celle du militaire, le BCRAM devient BCRA, avec le rattachement le service secret d’action politique. Cette réforme est validée par André Philip, Commissaire national à l'intérieur, et par Jacques Soustelle, chef des services secrets,. Le BCRA devient le soutien logistique et l'instrument de l'action, non seulement militaire mais politique, du CNF auprès de la Résistance.

### Radio Londres
Pierre Brossolette est aussi le porte-voix à Londres des combattants de l'ombre. Dans un discours à la BBC le 22 septembre 1942, il rend un vibrant hommage aux « soutiers de la gloire », expression qui deviendra par la suite usitée. Il prendra la parole à 38 reprises au micro de la BBC - Radio Londres en remplacement de Maurice Schumann.
Pierre Brossolette écrira des articles, dont un le 27 septembre 1942 "Renouveau Politique en France" dans La Marseillaise, destiné à la Résistance extérieure comme aux Français établis depuis 2 ans en Angleterre et aux États-Unis et qui persistent à se défier de la France combattante, qui par la suite sera considéré par certains comme un des textes fondateurs du gaullisme de guerre,. Brossolette est décrit par de Gaulle comme « Le philosophe du gaullisme ».

### Mission Arquebuse-Brumaire
Brossolette est parachuté pour la deuxième fois en France le 27 janvier 1943 pour la mission Arquebuse-Brumaire et est rejoint le 27 février par André Dewavrin, alias le colonel Passy et Forest Yeo-Thomas alias « Shelley », agent du SOE surnommé familièrement « le Lapin Blanc ». Cette mission est considérée comme historique car ils parviennent à unifier l'ensemble des mouvements de Résistance de la zone occupée et préparer les réseaux en vue du Débarquement.
De Gaulle les a chargés d'une mission centrée sur l'unification de la résistance armée et la recherche des cadres d’une administration provisoire de la zone occupée en vue de former un comité directeur central. Passy et Brossolette étaient donc fondés à considérer que leur mission déboucherait naturellement sur la création du CCZN — Comité de Coordination en Zone Nord pour organiser leurs services « Action » sous l'autorité de la France Combattante.
Les groupements de la zone occupée avaient beaucoup d’objections au conseil national de la Résistance et n’étaient pas sensibles à l'idée d’établir un lien de représentation entre la commission et le Conseil de la Résistance. En plus, ils ne souhaitaient pas voir les partis politiques participer et défendaient l’idée des familles spirituelles. Brossolette a considéré qu’il était trop tôt pour fusionner des éléments qui s’ignoraient encore, voire qui se défiaient et donc qu’une organisation unique des mouvements de résistance des deux zones apparaissait impossible.

### Unification de la Résistance de la Zone Nord et création du CCZN
Après des longues et âpres négociations, le CCZN créé le 26 mars 1943 regroupera tous les mouvements de l'ancienne Zone Occupée et est composé d'un représentant de l'Organisation civile et militaire (OCM) - Maxime Blocq-Mascart, de Libération-Nord - Charles Laurent, de Ceux de la Résistance (CDLR), Jacques Lecompte-Boinet, de Ceux de la Libération (CDLL) - Roger Coquoin et du Front National (FN) - Pierre Villon. Le ralliement explicite des plus importants mouvements de Résistance de l’ex zone occupée, conjointement à leur regroupement sur le plan paramilitaire est un succès de taille.
Ce faisant, en partie pour s'adapter au terrain, Brossolette désobéit aux instructions données par de Gaulle, qui étaient d'inclure les partis politiques (pas seulement les organisations de résistance) et d'attendre pour agir l'arrivée de Jean Moulin.
Le 3 avril, les membres du CCZN furent rassemblés et présentés à Rex (Jean Moulin), qui a entériné sa création. Comme indiqué par Brossolette, le CCZN, au même titre que son homologue de la zone sud - CCZS, était une étape provisoire pour permettre le processus d'unification de la Résistance, qui a abouti avec la création du Conseil National de la Résistance (CNR), fondé et présidé par Jean Moulin le 27 mai 1943 à Paris, avec l’inclusion des partis politiques et des mouvements de Résistance,.
À cette époque, la rivalité entre Jean Moulin et Pierre Brossolette, numéro deux du BCRA et soutenu par son ami Passy (André Dewavrin), chef de ce BCRA, est évidente. Moulin reproche explicitement à Pierre Brossolette d'avoir interféré auprès de de Gaulle pour l'empêcher de coordonner la Résistance dans la zone nord.
À la fin du printemps 1943, des marques éminentes de reconnaissance furent accordées à Pierre Brossolette. À Londres, le 6 avril il reçoit la médaille de la Résistance française avec rosette et le 25 mai Charles de Gaulle le cita à l’ordre des Forces françaises libres avec l’attribution de la croix de guerre avec palme de vermeil. Il est également nommé membre du conseil de l'ordre de la Libération et membre de la commission de la médaille de la Résistance française.
Le succès du bilan laissé par Brossolette à son retour mission à Londres a été salué par les témoins de l’époque. Passy, Brossolette et Yeo-Thomas ont réussi à séparer le renseignement des réseaux d’action, effectuer un inventaire rigoureux des forces que les groupements de résistance de la Zone Nord pouvaient mettre réellement en œuvre en vue de la libération du territoire. Ils ont fait de Paris occupée la capitale de la Résistance.
En absence de De Gaulle, parti à Alger, Brossolette fut le premier orateur de l'anniversaire du Appel du 18 Juin en 1943 à l’Albert Hall, où il prononça son discours « Hommage aux morts de la France combattante ».
Pendant ce temps, Brossolette perd en influence au sein de la France combattante pour plusieurs raisons : de Gaulle se méfie probablement du côté incontrôlable de Brossolette ; Passy lui-même a perdu en influence sur de Gaulle ; enfin, le socialiste André Philip est remplacé au Commissariat national de l'intérieur par Emmanuel d'Astier de la Vigerie, hostile à Brossolette.

### Voyage à Alger et dernière mission
Le 13 août 1943, Pierre Brossolette part pour Alger rencontrer de Gaulle et obtient l’autorisation, malgré son refus initial, de partir en France pour sa troisième mission. Il arriva en France le 19 septembre 1943, avec Yeo-Thomas, pour aider à réorganiser la Résistance à la suite de nombreux dysfonctionnements au sein de la délégation de la zone Nord à Paris. Par la suite, la perquisition du secrétariat de la délégation le 25 septembre, l’affaire dite « de la rue de la Pompe », a amené une réelle percée du Sicherheitsdienst (les services secrets de la SS, chargés du renseignement) dans son organisation, avec la saisie de doubles de courriers et télégrammes avec des noms et des adresses laissés en clair. De nombreuses arrestations furent effectuées par la Gestapo,.
Après l'arrestation de Jean Moulin en juin 1943 et l'affaire de la rue la Pompe, Pierre Brossolette critique les nouveaux dirigeants de la Délégation (Jacques Bingen, qui est un de ses anciens subordonnés, et Serreulles), estimant que ce pouvoir lui revient,. Mais il n'obtient que le rappel conjoint à Londres de lui et Serreulles.
L’action et l’intervention conjointe de Brossolette et Yeo-Thomas pendant cette mission marqua un jalon en matière de coopération militaire entre la Résistance intérieure et les alliés.
Le BCRA a joué un rôle majeur dans l’unification de la Résistance française et a été considéré par Winston Churchill et Harold Macmillan (qui a participé des négociations qui ont abouti à la victoire du général de Gaulle sur le général Giraud), comme le principal atout de la France pour le débarquement du Jour J. En effet, les renseignements et les actions sur le terrain en zone Nord étaient structurées pour fragiliser la présence des nazis et, par conséquent, aider la Libération de la France par les Alliés.

### Arrestation

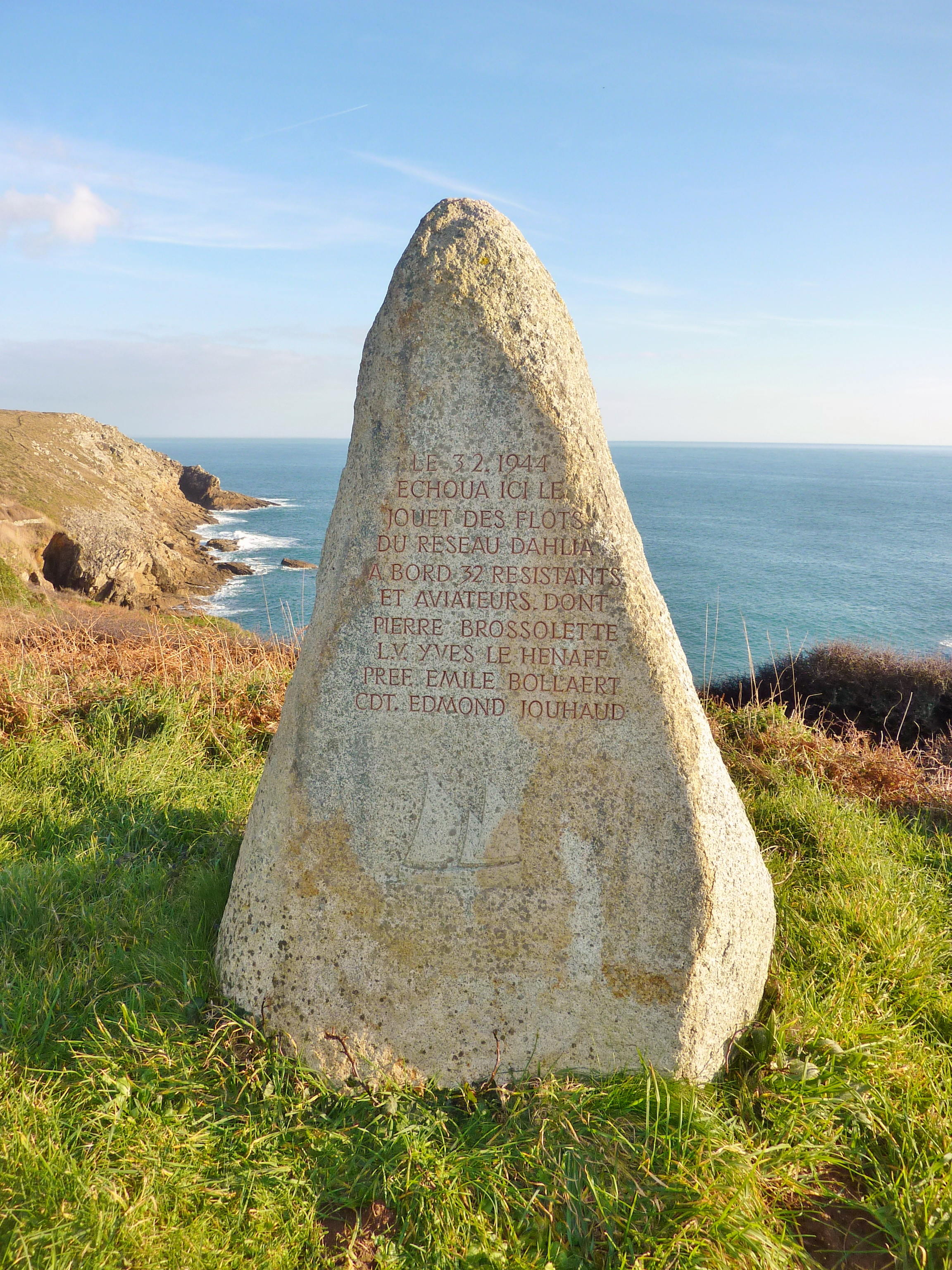
Plogoff : monument commémoratif de l'échouage du Jouet des Flots le 3 février 1944 à Feunteun Aod.

Après avoir échappé plusieurs fois à des arrestations, Brossolette doit rentrer à Londres pour accompagner le nouveau délégué général du CFLN auprès du CNR, Émile Bollaert. Plusieurs tentatives d'exfiltration par Lysander échouent. Brossolette et Bollaert décident de rentrer par bateau. Ils quittent alors Paris en train, direction Quimper. Sur place, l'officier de renseignement James Bargain et le lieutenant de vaisseau Yves Le Hénaff, tous deux originaires de l'Île-Tudy, préparent cette évacuation nommée opération Dahlia. Le 3 février 1944, partant de la plage du petit port bigouden, la pinasse le Jouet des Flots qui doit les conduire à une frégate britannique au large de l'île de Sein fait naufrage à cause d'une voie d'eau et du mauvais temps près de la pointe du Raz, s'échouant à Feunteun Aod à Plogoff. Les deux membres de la Résistance ainsi qu'une trentaine d'hommes, marins et aviateurs alliés échouent sur la côte, où ils sont accueillis par des Résistants. Parmi les rescapés figurait également Edmond Jouhaud. Lors d'un barrage de routine, alors qu'ils arrivent à Audierne dans une voiture à gazogène, ils sont dénoncés par une collaboratrice, Juliette Peraferin, contrôlés par un poste volant de la Wehrmacht et emmenés dans la prison Jacques-Cartier de Rennes, siège de la Kommandantur locale[réf. nécessaire].
Plusieurs semaines passent sans qu'ils soient reconnus. Finalement, le 16 mars, Ernst Misselwitz (Hauptscharführer du Sicherheitsdienst, ou SD) se rend à Rennes en personne pour identifier Brossolette et Bollaert et les fait transférer, le 19 mars, au quartier général de la Gestapo à Paris, 84, avenue Foch. On sait aujourd'hui à travers le témoignage de Roger Lebon que son identité a été découverte à la suite d'une imprudence de la part de la Délégation générale à Paris, représentée par Claude Bouchinet-Serreules et Jacques Bingen : un rapport semi-codé rédigé par les services de Daniel Cordier aurait été intercepté sur la frontière espagnole, alors que son grand ami Yeo-Thomas se trouvait déjà parachuté solo en urgence à Paris depuis le 25 février pour préparer une évasion audacieuse de la prison de Rennes en uniforme allemand avec l'aide de Brigitte Friang. Yeo-Thomas et Friang seront eux aussi capturés les jours suivants à la suite du démantèlement de nombreux réseaux parisiens consécutif à l'affaire dite « de la rue de la Pompe » (siège de la Délégation générale) et des aveux de Pierre Manuel, responsable du BOA et frère d'André Manuel, chef de la section de renseignement (R) du BCRA,,.

### Mort
Pierre Brossolette et Émile Bollaert sont torturés. Le 22 mars, pendant la pause-déjeuner de son gardien, Brossolette se lève de sa chaise, menotté dans le dos, ouvre la fenêtre de la chambre de bonne dans laquelle il était enfermé et tombe d'abord sur le balcon du 4e étage et ensuite devant l'entrée de l'immeuble côté avenue. Gravement blessé, il succombe à ses blessures vers 22 heures à l'hôpital de la Salpêtrière, sans avoir parlé. Il ne donne qu'un nom, le sien.
Le 24 mars, il est incinéré au cimetière du Père-Lachaise.

## Ligne politique
Pierre Brossolette est très critique vis-à-vis de la IIIe République. Il la rend responsable de la défaite, et il estime que la Libération, à venir, devra être l'occasion d'une profonde rénovation démocratique, notamment par la naissance d'un grand parti de la Résistance appelé à réaliser une politique de transformation sociale ambitieuse. Un programme commun, très proche de ses aspirations sociales, est élaboré par le Conseil national de la Résistance en mars 1944, le mois de la mort de Brossolette.
Cette critique de la Troisième République est le principal sujet de discorde avec Jean Moulin, et lui vaut par ailleurs l'opposition des partis. Ainsi, à la veille de son arrestation, Brossolette est exclu de la SFIO par Daniel Mayer et Gaston Defferre, décision qui n'est pas appliquée à cause de sa disparition. Si, dans un premier temps, la IVe République renoue avec les mœurs de la IIIe, l'avènement de la Ve République représente pour certains l'application a posteriori des idées de Brossolette sur l'après-guerre.
En effet, le projet d'un grand parti rassemblé autour de De Gaulle pour gérer l'immédiat après-guerre et limiter les dégâts prévisibles d'une épuration incontrôlée est vivement critiqué et soupçonné même de dérives fascisantes. De Gaulle, conscient des soupçons d'autoritarisme qui pesaient déjà sur lui, tranchera pour la représentation des partis au sein du CNR et, partant, pour la réhabilitation du système parlementaire de la IIIe République, donnant ainsi gain de cause à Jean Moulin. Ce choix aura des conséquences importantes sur l'image de ces deux grands chefs de la Résistance et de leur place dans la mémoire nationale.
Ainsi s'opposent a posteriori l'image d'un Moulin homme d'État proche du radicalisme d'avant-guerre, défenseur des valeurs républicaines et de la démocratie, voire du statu quo, à qui l'on a reproché de se laisser influencer par le parti communiste, et celle, complexe, d'un Brossolette homme politique certes visionnaire, précurseur du gaullisme « qu'il bâtissait en doctrine » (selon de Gaulle lui-même dans ses mémoires) bien que socialiste, dénonciateur féroce des dangers fasciste et communiste avant la guerre mais partisan de méthodes radicales.
Cependant son idée d'un parti unique issu de la Résistance ne devait servir qu'à réorganiser l'après-guerre, et il aurait envisagé de créer lui-même un nouveau parti de gauche, sur le modèle social-démocrate donc non-marxiste ou, en tout cas, réformiste. Pour cela, Brossolette avait travaillé sur une ambitieuse critique du marxisme pendant ses missions, que sa stature d'intellectuel, normalien de haut vol, permettait de croire respectable ; ce document aurait été jeté par-dessus bord lors du naufrage sur les côtes bretonnes ayant amené son arrestation.

## Reconnaissance

### Décorations
- Chevalier de la Légion d'honneur, décret du 19 avril 1945.
- Compagnon de la Libération, sous le nom de « Pierre Bourgat »[63], décret du 17 octobre 1942[64] ; nommé membre du conseil de l'ordre de la Libération.
- Croix de guerre 1939-1945, palme de vermeil, le 11 juillet 1940, avec étoile de bronze, le 25 mai 1943, avec palme de vermeil.
- Médaille de la Résistance française avec rosette, décret du 6 avril 1943, et nommé parmi les quatre premiers membres de la Commission nationale de la médaille de la Résistance.
- Médaille commémorative de la guerre 1939-1945 avec agrafes « France » (campagne de 1940 dans les rangs du 5e régiment d'infanterie) et « Libération » (action au sein de la Résistance).
- Croix de guerre 1939-1945 (Tchécoslovaquie)

### Monuments
- À Narbonne-Plage, un monument mémorial éolien unique en son genre atteste sa popularité dans l'immédiat après-guerre et marque l'emplacement de son exfiltration par la felouque Seadog[65].
- À Saint-Saëns, une stèle commémore la première exfiltration par Lysander vers Londres[66].
- À Plogoff, au lieu-dit Feunteun Aod, appelé aussi l'enfer de Plogoff, endroit où la pinasse le Jouet des Flots s'est échouée une stèle rappelle l'exfiltration manquée vers l'Angleterre avant son arrestation.
- Des immeubles comme celui de l'ancienne librairie rue de la Pompe (ainsi que la cour du lycée Janson-de-Sailly) ; de sa résidence rue de Grenelle ; de son lieu de naissance rue Michel-Ange ; la maison de la Radio et la cour d'honneur du ministère de l'Intérieur rue des Saussaies affichent des plaques commémoratives.
- Son nom est mentionné sur une plaque au sol du Panthéon.
- Bertrand Delanoë a inauguré le 27 janvier 2014 la « pelouse Pierre-Brossolette » devant le 84-86 avenue Foch où siégeaient les services du SD et de la Gestapo.

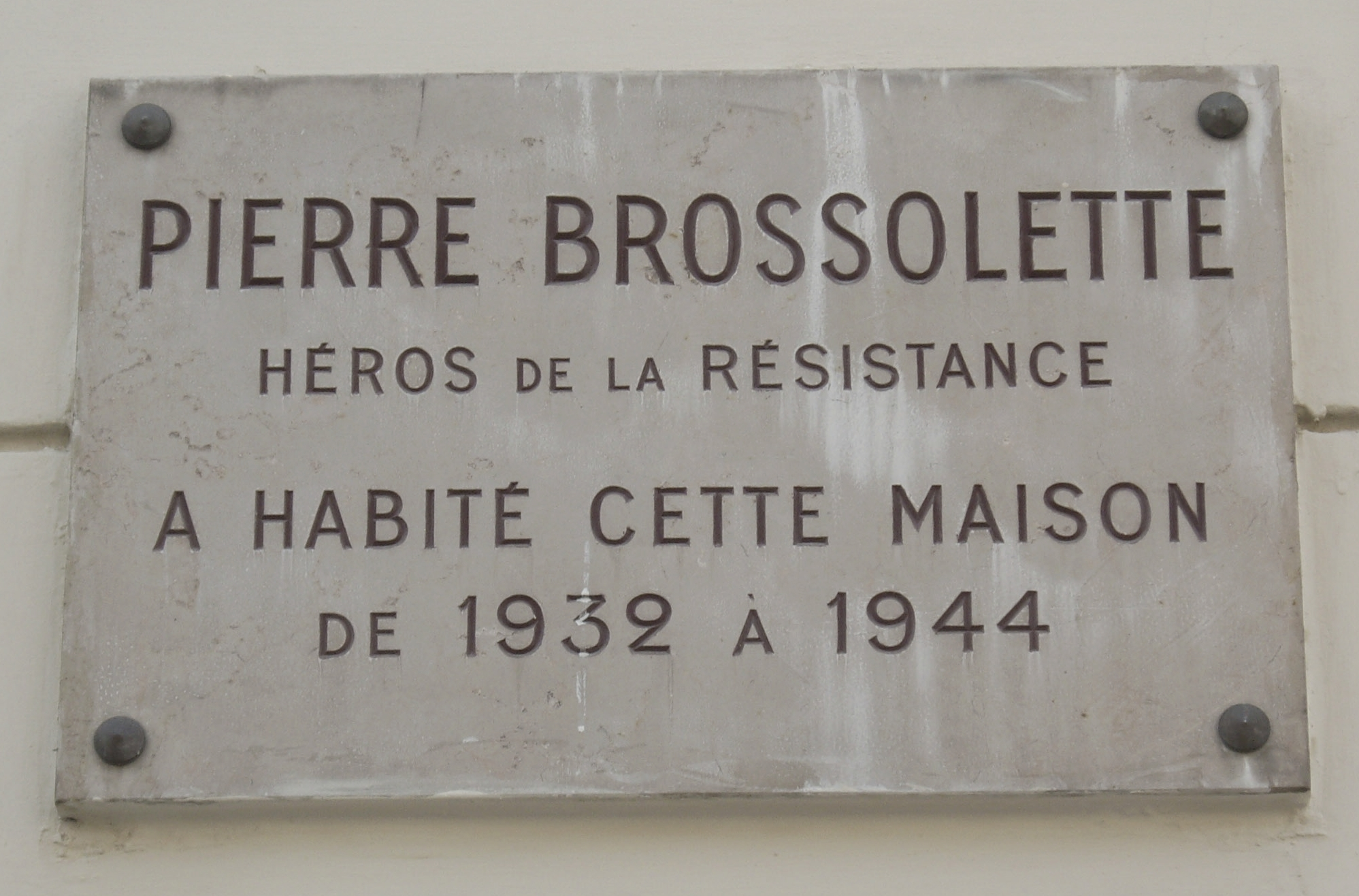
Plaque au 123 rue de Grenelle (Paris).
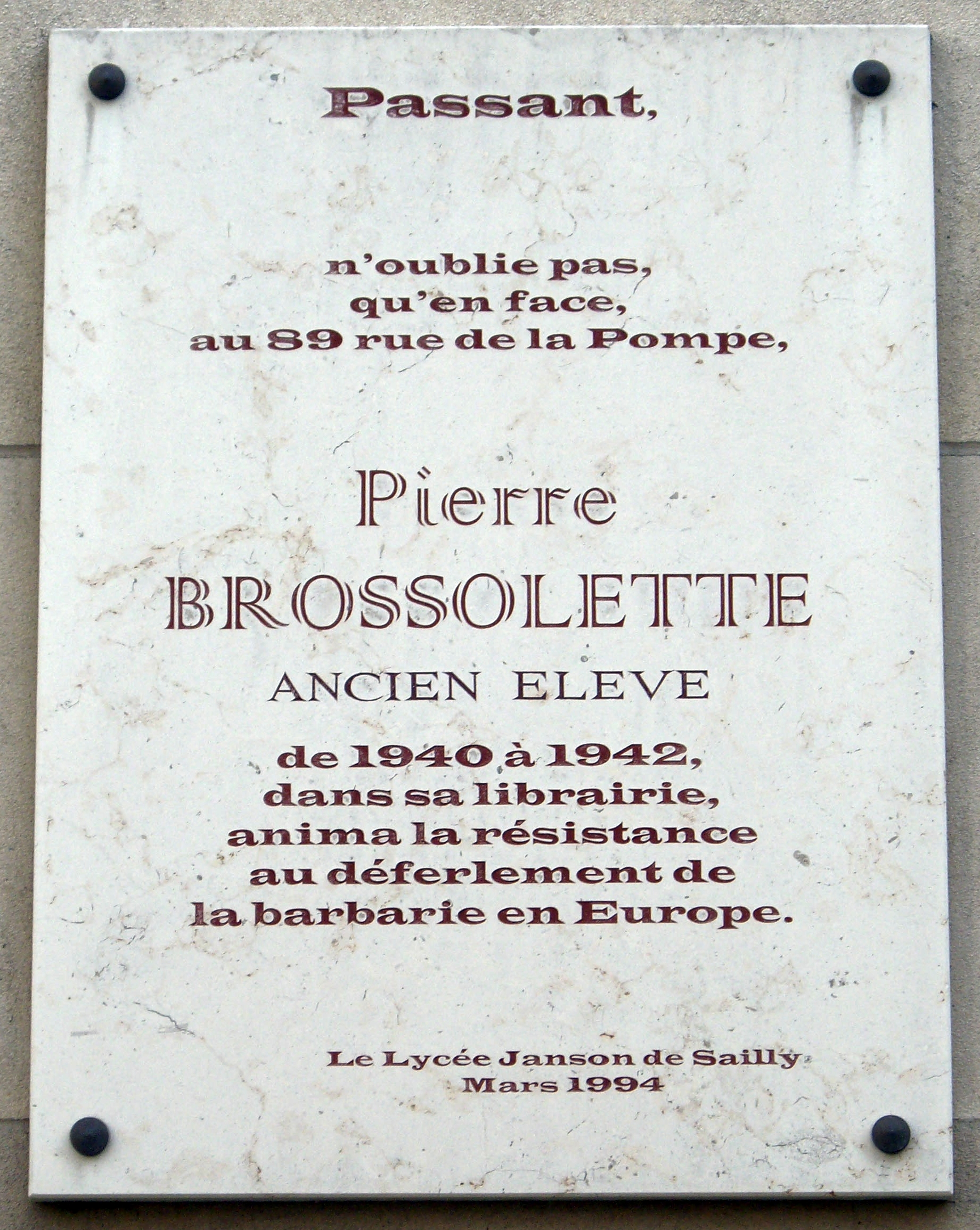
Plaque au 106 rue de la Pompe, Paris (lycée Janson de Sailly, Paris).
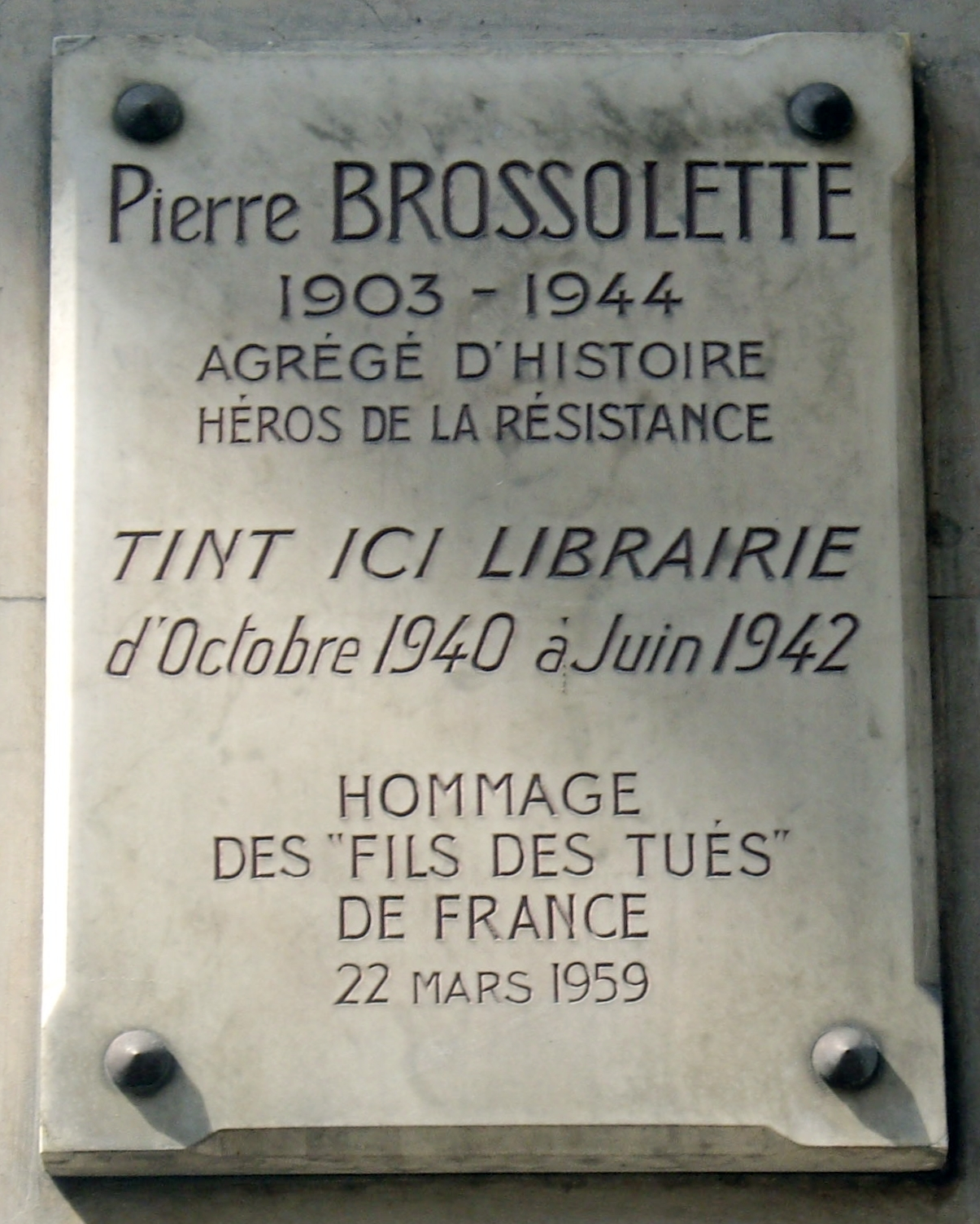
Plaque au 89 rue de la Pompe (Paris).
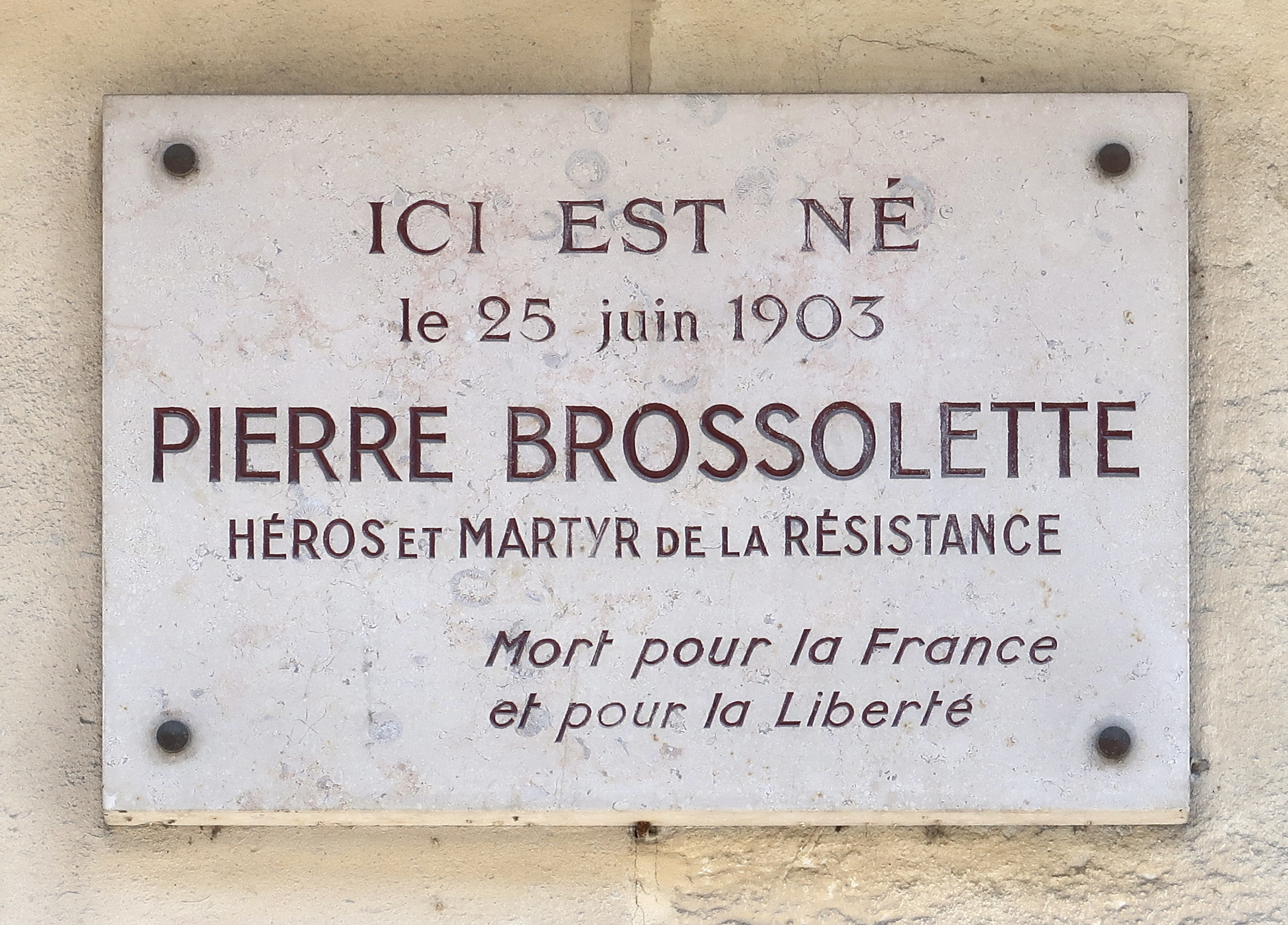
Plaque au 77 bis rue Michel-Ange (Paris).

### Panthéon
Si Brossolette, dans l'immédiat après-guerre, pouvait encore être considéré par beaucoup comme la principale figure de la Résistance de par son action en zone occupée (Paris) et de par sa notoriété d'homme public, l'entrée au Panthéon des cendres de Jean Moulin en 1964 le relègue à une place de héros d'un parti (SFIO/PS) et permet de cristalliser le mythe d'une Résistance unie sous un seul chef à l'image de la France Libre, dans le contexte historique ayant abouti à la création de la Cinquième République.
Plus tard, lors de l'avènement des socialistes au pouvoir en 1981, le choix de François Mitterrand d'honorer Jean Moulin lors de la cérémonie du Panthéon au lieu de célébrer la mémoire de Pierre Brossolette prolonge sa relégation à une seconde place, cette fois-ci également auprès de la gauche elle-même. Ainsi l'attesteront, en plus de la commémoration discrète des cinquante ans de sa disparition en 1994, les célébrations modestes du centenaire de sa naissance en 2003 et de celui de la SFIO/PS (2005). À l'occasion, un haut responsable issu de la jeunesse socialiste, futur premier secrétaire du PS, Harlem Désir, en arrive, de manière anecdotique mais révélatrice de cette perte de mémoire, à citer Jean Moulin, pourtant jamais inscrit au parti et par ailleurs réputé radical ou tout au plus radical-socialiste, comme principale figure de son centenaire.
En 2013, l'historienne Mona Ozouf préside un comité dont l'objectif est le transfert des cendres de Pierre Brossolette au Panthéon.
Un colloque sur Pierre Brossolette est réalisé le 17 octobre 2013 par la présidence de l’Assemblée nationale à l'Hôtel de Lassay pour évoquer sa mémoire en deux volets : le parcours de sa vie et la trace que laissent ses écrits, ses idées et ses actions,.

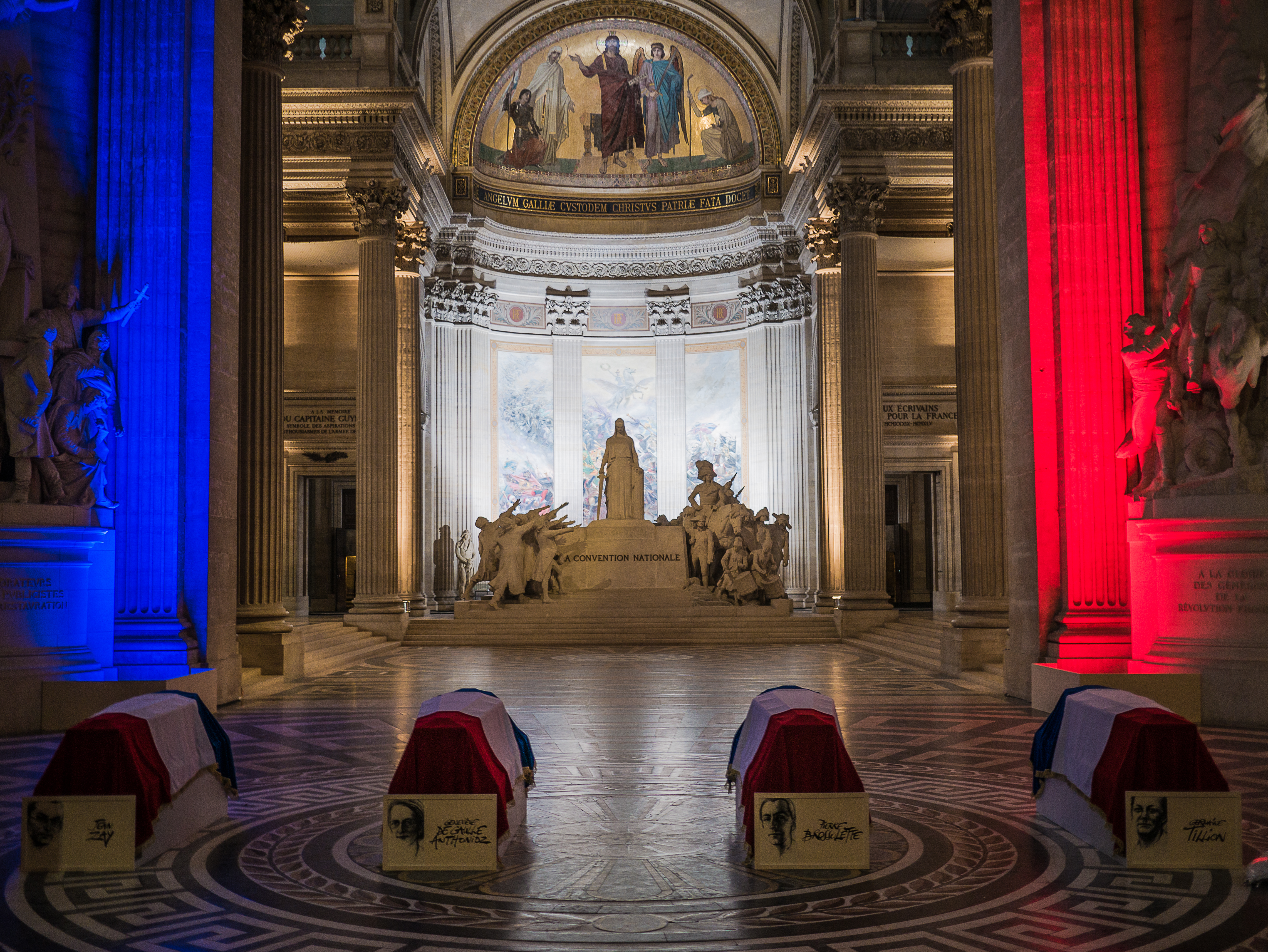

Le 21 février 2014, le président de la République François Hollande annonce le transfert de ses cendres au Panthéon aux côtés des résistantes Geneviève de Gaulle-Anthonioz et Germaine Tillion ainsi que de l'ex-ministre Jean Zay en tant que « grandes figures qui évoquent l’esprit de résistance ». Le président de la République signe le décret, en date du 7 janvier 2015. Le vendredi 15 mai 2015, les cendres de Pierre Brossolette sont exhumées en présence de sa famille proche et de l'association Navarre, des anciens du 5e régiment d'infanterie.
Un hommage est rendu par l'Éducation nationale à la Sorbonne le 26 mai 2015.
L'entrée au Panthéon se déroule le 27 mai 2015,.

### Nommés d'après lui
Le nom de Pierre Brossolette est aujourd'hui plus connu en France que l'homme lui-même et ses réalisations, en vertu du grand nombre de rues – près de 500 (voir ci-dessous), dont plus d'une centaine dans le Grand Paris –, établissements scolaires et espaces publics qui portent son nom. Une exception notable est Lyon, ce qui illustrerait les rivalités des deux zones (occupée et libre de 1940 à 1942), dans la mesure où aucune rue Jean-Moulin n'avait été baptisée à Paris jusqu'en 1965.

#### Voies publiques
- À Aix-en-Provence, une avenue porte le nom de Pierre Brossolette.
- À Asnières-sur-Seine, une rue porte son nom.
- À Avion, une rue porte son nom[75].
- À Belfort, une rue porte son nom.
- À Bourg-Saint-Andéol, une avenue porte son nom.
- À Brest, une rue porte son nom.
- À Clamart, une rue porte son nom.
- À Créteil, une avenue porte son nom.
- À Châtillon, une rue porte son nom.
- À Courbevoie, une rue porte son nom.
- À Joinville-le-Pont, un quai porte son nom.
- À La Garenne-Colombes, une rue porte son nom.
- À Levallois-Perret, une rue porte son nom.
- À Marseille, une place porte le nom de Pierre Brossolette, dans le 4e arrondissement de la ville.
- À Montrouge et à Malakoff, l'avenue qui délimite ces deux communes porte son nom.
- A Noisy-le-Grand, une rue porte son nom.
- À Paris, en décembre 1944, la rue de Courcelle-Seneuil, entre la rue Jean-Calvin et la rue Érasme et proche de l'École normale supérieure de la rue d’Ulm, a été rebaptisée rue Pierre-Brossolette[76]. Il s'agit d'une des très rares rues portant un nom du XXe siècle dans le Quartier Latin, avec la rue Pierre-et-Marie-Curie[77]. Dans le 16e arrondissement, une section des pelouses des jardins de l'Avenue-Foch (entre les nos 84 et 92) située non loin de l'immeuble où il s'est donné la mort est renommée, en 2014, « pelouse Pierre-Brossolette » en son honneur[78],[79].
- À Rueil-Malmaison, une rue porte son nom.
- À Réhon, un collège porte son nom.
- À Torcy, on trouve une rue Pierre Brossolette.
- À Tourcoing, une école primaire porte son nom.
- À Troyes, une avenue se nomme Pierre Brossolette.

#### Timbre

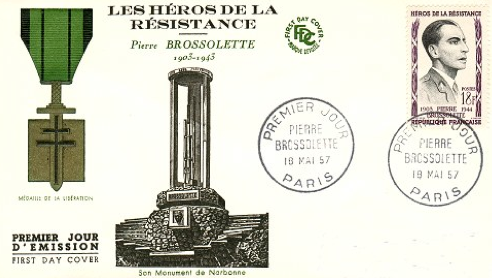
Première série de timbres-poste « Héros de la Résistance », 1957.

- Pierre Brossolette a fait l'objet d'un timbre[80]. de la première série de timbres-poste sur les Héros de la Résistance en 1957.

#### Autres hommages
- La Grande Loge de France, a baptisé son cercle de conférences publiques d'après Condorcet-Brossolette[81] et a donné le nom de Pierre Brossolette à son « Grand Temple » pour honorer sa mémoire[82],[83]. Une de ses loges à Paris porte le nom « Pierre Brossolette, Compagnon de la Libération »[84],[85].
- Au Grand Orient de France à Paris, une loge porte le titre distinctif de « Pierre Brossolette - Terre des Hommes » et a pour devise le triptyque « Résister - Relier - Transmettre », en l'honneur de Pierre Brossolette.
- La promotion 2003 d'élèves officiers du 4e bataillon de l'École spéciale militaire de Saint-Cyr choisit Pierre Brossolette, en tant qu'officier d'infanterie, comme parrain et créé un chant de promotion à l'occasion[86].
- La Direction générale de la sécurité extérieure (DGSE) à l’occasion de la cérémonie de clôture du stage d’accueil des agents de la promotion Pierre Brossolette, le 9 septembre 2020, a remis au délégué national l’insigne de filiation de la DGSE à l’Ordre de la Libération.

## Opérations et missions
- Campagne de France jusqu'au 17 juin 1940 en tant que commandant de compagnie d'infanterie (10e Division d'infanterie).
- Opération Bridge (pour le réseau CND) - Nuit du 27 au 28 avril 1942 - 1,5 km est de Saint-Saëns - 1re exfiltration - Lysander - avec Jacques Robert
- Opération Python - Nuit du 3 au 4 juin 1942 - Chalon-sur-Saône - parachutage blind - avec Jacques Robert
- Opération Leda - 5 septembre 1942 - Narbonne-Plage, Saint-Pierre-la-Mer - 2e exfiltration - felouque Seadog - avec Charles Vallin
- Opération Atala - 26 au 27 janvier 1943 - terrain MARABOUT, près d'Issoudun - Lysander - seul
- Mission Brumaire - Janvier-avril 1943 - avec André Dewavrin (mission Arquebuse) et Forest Yeo-Thomas (opération SEAHORSE du SOE, section RF)
- Opération Liberté/Juliette - 15 au 16 avril 1943 - terrain PAMPLEMOUSSE, près de Rouen - 3e exfiltration - Lysander - avec André Dewavrin et Forest Yeo-Thomas
- Voyage à Alger - 13 août 1943 - 3 septembre 1943
- Opération Bomb - 18 au 19 septembre 1943 - terrain SERIN, près d'Angoulême - Lysander - déposé (avec Forest Yeo-Thomas)
- Mission Marie-Claire - Septembre 1943 - février 1944
- Opération Sten - 10 au 11 décembre 1943 - annulée (Lysander abattu) - avec Émile Bollaert

## Mots célèbres
- « Pour les Français, la guerre sera finie quand ils pourront voir ce film Autant en emporte le vent et lire Le Canard enchaîné. » - à Jean-Pierre Melville devant le cinéma Ritz à Londres[87], repris tel quel par Luc Jardie, personnage interprété par Paul Meurisse dans le film L'Armée des ombres réalisé en 1969.

## Articles et discours
- Mussolini condamne et la monarchie et la dictature – Le Quotidien, 8 février 1927
- La politique internationale (États-Unis d’Europe) – Notre temps, 20 novembre 1927
- Le pessimisme de notre temps – Notre temps 15 mai 1930
- La grande querelle des russophiles et des russomaques – La Jeune Europe, 1er mars 1931
- Pour les moins de trente ans d’aujourd’hui – Notre temps, 2-9 juillet 1933
- Le conflit italo-éthiopien: entre la guerre et la paix – La Terre Libre, 7 septembre 1935
- Quand se posera le problème de la zone démilitarisée du Rhin – L’Europe Nouvelle, 22 février 1936
- Un parti de titans – 34e Congrès national SFIO, juillet 1937
- Comment empêcher les progrès de la violence dans le monde – La Terre Libre, 4 septembre 1937
- La montée des périls – L’Europe Nouvelle, 6 novembre 1937
- Une joie: la paix. Une douleur : la capitulation, Le Populaire de l’Aube, octobre 1938
- La Catalogne a succombé – Le Populaire, 6 février 1939
- Le coup de théâtre du Kremlin – Le Populaire, 23 août 1939
- Éloigne du micro par une intolérable brimade – Radio Liberté, 10 février 1939
- Éditorial - Résistance, Bulletin officiel du Comité national de Salut Public, journal du Réseau du Musée de l'Homme, 25 mars 1941
- Rapport politique, 28 avril 1942 (soumis à Charles de Gaulle lors de leur premier entretien)
- «Saluez-les, Français ! Ce sont les soutiers de la gloire», BBC - Radio Londres, 22 septembre 1942
- Renouveau politique en France – La Marseillaise, 27 septembre 1942
- Lettre au général de Gaulle, 2 novembre 1942
- Ce qu’ils pensent – La Marseillaise, Londres, 6 décembre 1942
- Hommage au Général de Gaulle – Résistance, 2 mars 1943
- Voici l’union, Discours à la BBC – Radio Londres, le 4 juin 1943
- Le chemin à Suivre, BBC Radio Londres, 12 juin 1943
- Lecture Recommandée, BBC – Radio Londres, 15 juin 1943
- Hommage aux morts de la France combattante – 18 juin 1943, Albert Hall, Londres
- Terreur sur la France – BBC – Radio Londres, 29 juin 1943
- L’unité de l’empire – BBC – Radio Londres, 2 juillet 1943
- Hommage au général Sikorski et à la Pologne, BBC – Radio Londres, 5 juillet 1943

## Documentaires
- Pierre Brossolette, un Résistant méconnu, Les repères de l'histoire par Laurent Joffrin, diffusé sur TV5, 2002.
- Pierre Brossolette, résistant, film-documentaire réalisé par Étienne Goldet, Jullianne Films, diffusé sur France 5, 2002.
- Les Espions du Général, La mission Arquebuse-Brumaire, réalisé par Richard Puech et Sébastien Albertelli, diffusé sur France 3, 2020.

## Filmographie
- Le Petit Soldat, réalisé par Jean-Luc Godard en 1960, sorti en 1963.
- The White Rabbit (Le Lapin Blanc), série télévisée sur la vie de Yeo-Thomas réalisée par Peter Hammond en 1967, BBC, joué par George Hagan.
- L'Armée des ombres, réalisé par Jean-Pierre Melville en 1969. Le personnage de Luc Jardie, alias « le grand patron », est inspiré largement par Jean Cavaillès mélangé à plusieurs références à Pierre Brossolette entre autres, dont le mot à la sortie du Ritz à Londres, le parachutage solo blind et l'exfiltration en Lysander à Saint-Saëns.
- Un héros très discret, réalisé par Jacques Audiard en 1996
- Alias Caracalla, au cœur de la résistance, (téléfilm), réalisé par Alain Tasma en 2013, France 3, joué par Laurent Stocker.
- Pierre Brossolette ou les passagers de la lune de Coline Serreau en 2015.